# Angiostrongylus cantonensis
Angiostrongylus cantonensis è un nematode parassita che causa l'angiostrongiliasi, la causa più comune di meningite eosinofila nell'Asia sud-orientale e nel bacino del Pacifico. Il nematode risiede comunemente nelle arterie polmonari dei ratti, da cui anche il nome comune di laringe di ratto. Le lumache sono i principali ospiti intermedi, dove le larve si sviluppano fino a diventare infettive.
Gli esseri umani sono ospiti incidentali di questo nematode e possono essere infettati attraverso l'ingestione di larve in lumache crude o poco cotte, di altri vettori o di acqua e verdure contaminate. Le larve vengono poi trasportate attraverso il sangue al sistema nervoso centrale, dove sono la causa più comune di meningite eosinofila, una condizione grave che può portare alla morte o danni permanenti al cervello e ai nervi. L'angiostrongiliasi è un'infezione di crescente importanza per la salute pubblica, poiché la globalizzazione contribuisce alla diffusione geografica della malattia. 

## Storia
Descritto per la prima volta dal parassitologo cinese Hsin-Tao Chen (1904-1977) nel 1935, dopo aver esaminato esemplari di ratto cantonese, il nematode Angiostrongylus cantonensis è stato identificato nel liquido cerebrospinale di un paziente con meningite eosinofila di Taiwan nel 1944. Fu notato che il cibo crudo mangiato dal paziente poteva essere stato contaminato dai ratti. Nel 1955, Mackerass e Sanders identificarono il ciclo vitale del verme nei ratti, definendo le lumache come ospiti intermedi e notando il percorso di trasmissione attraverso il sangue, il cervello e i polmoni nei ratti. 
Dopo la seconda guerra mondiale, l'A. cantonensis si diffuse in tutto il Sud-est asiatico e nelle isole del Pacifico occidentale, tra cui Australia, Melanesia, Micronesia e Polinesia. Casi furono presto segnalati in Nuova Caledonia, nelle Filippine, a Rarotonga, a Saipan, a Sumatra, a Taiwan e a Tahiti. Negli anni '60, sono stati segnalati ancora altri casi da località come Cambogia, Guam, Hawaii, Giava, Tailandia, Sarawak, Vietnam e le Nuove Ebridi (Vanuatu).
Nel 1961, uno studio epidemiologico sulla meningite eosinofila nell'uomo fu condotto da Rosen, Laigret e Bories, i quali ipotizzarono che il parassita che causa queste infezioni fosse trasportato dai pesci. Tuttavia, Alicata ha osservò che il pesce crudo era consumato da un gran numero di persone alle Hawaii senza conseguenze apparenti, e i pazienti che presentavano sintomi di meningite avevano una storia di consumo di lumache o gamberi crudi nelle settimane precedenti alla presentazione dei sintomi. Questa osservazione, insieme all'epidemiologia e all'autopsia del cervello infetto, confermò l'infezione da A. cantonensis negli esseri umani come causa della maggior parte dei casi di meningite eosinofila nell'Asia sud-orientale e nelle isole del Pacifico.
Da allora, casi di infestazioni di A. cantonensis sono apparsi nelle Samoa Americane, Australia, Hong Kong, Bombay, Fiji, Hawaii, Honshu, India, Kyushu, Nuova Britannia, Okinawa, Isole Ryukyu, Samoa occidentali e, più recentemente, in Cina. Altri episodi sporadici del parassita nei suoi ospiti di ratti sono stati segnalati a Cuba, in Egitto, in Louisiana, in Madagascar, in Nigeria, a New Orleans e a Porto Rico.
Nel 2013, A. cantonensis è stato confermato in Florida, negli Stati Uniti, dove la sua presenza è in espansione. Nel 2018, un caso fu trovato in un newyorkese che aveva visitato le Hawaii. 
Negli ultimi anni, il parassita ha dimostrato di proliferare a un ritmo allarmante a causa delle moderne tendenze del consumo alimentare e del trasporto globale di prodotti alimentari. Gli scienziati hanno a più riprese chiesto uno studio più approfondito dell'epidemiologia dell'A. cantonensis nonché politiche di sicurezza alimentare più severe e l'aumento delle conoscenze su come consumare correttamente i prodotti comunemente infestati dal parassita, come lumache e lumache che fungono da ospiti intermedi o quelli che fungono da ospiti paratenici, come pesci, rane o gamberi d'acqua dolce. 
L'ingestione di alimenti che possono essere contaminati dalle escrezioni di muco di ospiti intermedi o paratenici, come le lumache o dalle feci di ratti che fungono da ospiti definitivi, può portare a infezioni di A. cantonensis. La via più comune di infezione di A. cantonensis nell'uomo è l'ingestione di ospiti intermedi o paratenici delle larve. Frutta e verdura non lavate, in particolare la lattuga, possono essere contaminate da muco di lumaca e lumaca o possono causare l'ingestione accidentale di questi ospiti intermedi e paratenici. Questi articoli devono essere adeguatamente lavati e maneggiati per evitare l'ingestione accidentale delle larve di A. cantonensis o degli ospiti contenenti larve. Il miglior meccanismo di prevenzione dell'epidemia di A. cantonesis è quello di istituire un controllo aggressivo della popolazione di lumache e ratti, una corretta cottura di ospiti intermedi e paratenici come pesci, gamberi d'acqua dolce, rane, molluschi e lumache insieme ad alimenti adeguati. 
Le tecniche di prevenzione comuni per la malattia diarrea sono molto efficaci nel prevenire l'infezione da A. cantonensis. Non si sa molto sul motivo per cui colpisce il cervello negli esseri umani, ma una chemiotassi chimicamente indotta è stata recentemente osservata. Si è osservato inoltre che l'acetilcolina migliora la motilità di questo verme attraverso i recettori nicotinici dell'acetilcolina.